# 원광보건대학교
원광보건대학교(圓光保健大學校)는 대한민국의 사립 전문대학이다. 1976년 1월 학교법인 원광학원에서 원광보건전문학교로 설립되었으며, 1979년 원광보건전문대학으로 개편했고 1998년 원광보건대학으로, 2012년 원광보건대학교로 교명을 변경하였다.

## 건학이념
대한민국의 교육이념과 물질이 개벽되니 정신을 개벽하자는 원불교정신에 바탕하여 과학과 도덕을 겸비한 전인교육으로 홍익인간 구현을 기본정신으로 하여 산업사회에 필요한 실용적 지식과 기술을 연마시키고 공동체 구성원으로서 덕성을 함양하여 국가와 사회에 봉사하는 인재양성을 목적으로 한다.

## 개요
교지는 97,615㎡ 29,528평의 교지에 12개의 건물과, 기숙사가 있으며, 7개학부 18개(학)과로 2, 3, 4년제 교육과정과 4년제 학사학위 전공심화 과정을 운영하고 있다. 이중 간호학과는 4년제로 운영되고 있다.
행정부서로는 대학본부에 대학교당, 비서실, 대외협력실, 기획조정처, 교무처, 입학홍보처, 학생성골지원처, 국제교류처, 총무처, 산학협력단, 특별사업기구 등이 있고, 부속기관으로는 도서관, 신문방송사, 평생교육원, 정보전산원, 학생생활관, 원광문화연구원, 혁신교육원 등이 있으며, 행정부서 산하 각종 센터가 있다.(2022년 9월 기준)
학생장학금으로는 해피포인트장학을 포함한 50여종의 교내.외장학금이 있으며, 재학생 1인당 평균장학금은 413만9천원(대학알리미 2020년 기준)이다.
매년 5월과 10월에 신용대동제와 신용체전이 각각 열린다.
1995년부터 미국, 중국, 캐나다, 호주, 일본, 몽골, 네팔, 필리핀, 베트남, 등 세계 각국의 교육기관과 국제교류를 맺고 있으며, 2011년에는 필리핀 Cebu City에 현지법인을 설립, 원광글로벌교육센터를 개원해 화상영어교육 사업을 운영 중이다. 현재 북미.아시아.유럽 등 세계 13개국 700며 명의 글로벌 인재를 배출하고 있다.
2020년 대한민국 전문대학 지속지수' 2년 연속 교육부문 전국 1위
2019년 호남/제주권 전문대학('나'그룹, 대학알리미 기준) 중 취업률 1위
2010년 이후 교육부 주요사업 전 분야를 석권하는 등 호남권 명문사학으로 알려져 있다.

## 국가고시 전국 수석 다수배출
- 2021 치과위생사
- 2012 의무기록사
- 2007 방사선사, 위생사, 안경사

## 인증평가 및 국고사업 선정
- 2022 교육부'2022 한국형 온라인 공개강좌(K-MOOC)'2년 연속 선정
- 2022 익산시 컨소시엄을 통해 '고등직업교육거점지구사업'(HiVE·하이브) 선정
- 2022 K-Move스쿨 사업 8년 연속 해외 취업 지원 대학 및 우수기관 선정
- 2022 2022년 세종문화아카데미 운영 기관 선정
- 2022 3단계 산학연협력 선도전문대학 육성사업 LINC 3.0 사업 선정
- 2022 학교기업 WM주얼리컴퍼니, WM힐빙테라피 '3단계 학교기업 지원사업(단독형, 연합형)' 중간평가 결과 "계속지원" 선정
- 2022 익산시 '2022년 부모교육 플랫폼'사업 선정
- 2022 2022년 농촌재능나눔 대학 · 동아리 활동지원사업 연속 선정
- 2022 5주기 교원양성기관 역량진단평가'A등급'획득
- 2021 LINC+(산학협력 고도화형)사업 5개년 종합평가 매우우수 성적 획득
- 2021 2021년 동계 대학 자체개발 온라인 해외봉사 프로그램 선정
- 2021 교육부 '2021 한국형온라인공개강좌(K-MOOC)' 묶음강좌 지정 사업 선정
- 2021 동그라미 학생동아리(미용피부화장품과) 2021년 농촌재능나눔 농한기 대학생 활동 지원사업 선정
- 2021 전문대학 혁신지원사업 연차〮종합평가 '최우수등급(A)' 획득
- 2021 필리핀 세부 세종학당, 5년 연속 세종문화아카데미 운영기관 선정
- 2021 교육부 대학기본역량진단평가 '일반재정지원대학' 선정
- 2021 2021년 한국형온라인공개강좌(K-MOOC+) 심화 강좌 지원사업 부문 선정
- 2021 필리핀 세부 세종학당, '2021년 세종학당 특성화 사업' 선정
- 2021 LINC+(산학협력 고도화형)사업연차평가 3년 연속 '매우우수' 등급 획득
- 2021 김제시 어린이급식관리지원센터, 식품의약품안전처 사업평가 4년 연속 우수기관 선정
- 2021 디지털 신기술 인재양성 혁신공유대학 '바이오헬스 분야' 선정
- 2021 2021년 농촌재능나눔 대학생 활동지원사업 선정
- 2021 '길 위의 인문학' 사업 5년 연속 선정
- 2021 익산시 '2021년 지역 평생교육 활성화 지원사업' 선정
- 2021 산학협력단, 권역별 기후변화 매개체 감시 거점센터 사업 선정
- 2021 K-Move스쿨(운영기관) 사업 7년 연속 해외취업지원 대학 및 우수기관 선정
- 2021 교육부 '교육국제화역량 인증제' 인증대학 선정
- 2020 의무행정과, '2020년 전국 최초 보건의료정보관리교육 평가·인증' 인증 획득
- 2020 '2020 대한민국 전문대학 지속지수' 2년 연속 교육부문 전국 1위 획득
- 2020 LINC+사업 연차평가 2년 연속 '매우우수'등급 획득
- 2018 교육부 대학기본역량진단평가 자율개선대학 선정
- 2017 전문대학 링크플러스(산학협력 고도화형) 사업 선정
- 2015 K-Move 스쿨 지원사업 3년 연속 선정
- 2015 학교기업 지원사업 선정
- 2014 교육부 특성화 전문대학 지원사업 및 세계로 프로젝트 사업 선정
- 2014 WCC 세계적 수준의 전문대학 선정
- 2011 교육부 3년연속 교육역량강화사업 우수대학 선정(2011 ~ 2013)
- 2012, 2013 산학협력 선도전문대학 육성사업선정 (2012 ~ 2013년 평가 매우우수 획득)
- 2011 교육부 교육기부기관 선정
- 2011 대학기관평가 인증 획득
- 2011 교육과학기술부 교육기부기관선정